# Scytodes fourchei
Scytodes fourchei là một loài nhện trong họ Scytodidae.
Loài này thuộc chi Scytodes. Scytodes fourchei được Roger de Lessert miêu tả năm 1939.